# Kingdom of the Night II
Kingdom of the Night II es el duodécimo álbum de estudio de la banda alemana de heavy metal Axxis y fue lanzado al mercado en febrero de 2014 en formato de disco compacto y descarga digital por Phonotraxx Publishing.  Es el primer disco de estudio del grupo desde Utopia de 2009.

## Grabación y publicación
Al igual que en discos anteriores, Kingdom of the Night II fue grabado y mezclado en los estudios Soundworxx, ubicados en Bergkamen, Renania del Norte-Westfalia, Alemania en el año de 2013, en tanto la masterización se efectuó en los estudios Hofa.  El lanzamiento de dicho material discográfico se realizó el 28 de febrero de 2014, en conmemoración del aniversario número 25 de la publicación de su primer álbum: Kingdom of the Night el mismo día, pero del año de 1989.

## Descripción del material
Respecto al contenido de Kingdom of the Night II, y debido al aniversario antes mencionado, Phonotraxx Publishing decidió lanzarlo en dos partes, divididas en dos discos: uno con portada blanca y el otro con carátula negra. La primera enlista temas balados, tranquilos y melódicos., mientras que la segunda parte contiene canciones que representan al heavy metal.

## Recepción
Dos semanas después de su lanzamiento, Kingdom of the Night II se colocó en el lugar 28.º de la lista del Media Control en Alemania,   convirtiéndose en el álbum de la banda que más alto ha escalado en dicho listado de éxitos.

## Ediciones especiales
A pesar de que este álbum fue publicado originalmente como dos partes separadas,  Phonotraxx lanzó dos ediciones limitadas:  una en disco de vinilo, incluía la versión blanca y negra juntas y la otra con es un paquete especial que, además de ambos discos, incluía dos temas adicionales e incluyen una insignia del logotipo, un parche y una calcomanía de Axxis.

## Lista de canciones
| Disco uno: Edición negra |                                        |                                                  |          |  |
| N.º                      | Título                                 | Traducción al español                            | Duración |  |
| 1.                       | «Kingdom of the Night II»              | «Reino de la noche II»                           | 4:15     |  |
| 2.                       | «Venom»                                | «Veneno»                                         | 3:47     |  |
| 3.                       | «Beyond the Sky»                       | «Más allá del cielo»                             | 4:21     |  |
| 4.                       | «The War»                              | «La guerra»                                      | 3:43     |  |
| 5.                       | «Never Again»                          | «Nunca de nuevo»                                 | 3:50     |  |
| 6.                       | «Soulfire»                             | «Fuego del alma»                                 | 4:14     |  |
| 7.                       | «More than for One Day»                | «Más que un día»                                 | 3:24     |  |
| 8.                       | «Lass Dich gehn»                       | «Déjate llevar»                                  | 4:03     |  |
| 9.                       | «Lie After Lie»                        | «Mentira tras mentira»                           | 3:40     |  |
| 10.                      | «Mary Married a Monster (Our Version)» | «Mary se casó con un monstruo (nuestra versión)» | 3:28     |  |
| 11.                      | «Bites Inside»                         | «Muerde por dentro»                              | 3:55     |  |
| 42:40                    |                                        |                                                  |          |  |

| Descarga digital del disco uno |                                        |                                                  |          |  |
| N.º                            | Título                                 | Traducción al español                            | Duración |  |
| 1.                             | «The Kingdom Arise»                    | «El reino asciende»                              | 1:48     |  |
| 2.                             | «Kingdom of the Night II»              | «Reino de la noche II»                           | 4:15     |  |
| 3.                             | «Venom»                                | «Veneno»                                         | 3:47     |  |
| 4.                             | «Beyond the Sky»                       | «Mas allá del cielo»                             | 4:21     |  |
| 5.                             | «The War»                              | «La guerra»                                      | 3:43     |  |
| 6.                             | «Never Again»                          | «Nunca de nuevo»                                 | 3:50     |  |
| 7.                             | «Soulfire»                             | «Fuego del alma»                                 | 4:14     |  |
| 8.                             | «More than for One Day»                | «Más que un día»                                 | 3:24     |  |
| 9.                             | «Lass Dich gehn»                       | «Déjate llevar»                                  | 4:03     |  |
| 10.                            | «Lie After Lie»                        | «Mentira tras mentira»                           | 3:40     |  |
| 11.                            | «Mary Married a Monster (Our Version)» | «Mary se casó con un monstruo (nuestra versión)» | 3:28     |  |
| 12.                            | «Bites Inside»                         | «Muerde por dentro»                              | 3:55     |  |
| 44:28                          |                                        |                                                  |          |  |

| Disco dos: Edición blanca |                                        |                                             |          |  |
| N.º                       | Título                                 | Traducción al español                       | Duración |  |
| 1.                        | «Hall of Fame»                         | «Salón de la fama»                          | 3:38     |  |
| 2.                        | «Heaven on Paradise»                   | «Cielo en el paraíso»                       | 3:54     |  |
| 3.                        | «Living in a Dream»                    | «Viviendo en un sueño»                      | 4:19     |  |
| 4.                        | «21 Crosses»                           | «21 cruces»                                 | 5:07     |  |
| 5.                        | «My Eyes»                              | «Mis ojos»                                  | 3:42     |  |
| 6.                        | «Dance into the Life»                  | «Bailar en la vida»                         | 4:15     |  |
| 7.                        | «Mary Married a Monster (Her Version)» | «Mary se casó con un monstruo (su versión)» | 4:05     |  |
| 8.                        | «We are the World»                     | «Somos el mundo»                            | 3:18     |  |
| 9.                        | «Take Me Far Away»                     | «Llévame muy lejos»                         | 3:16     |  |
| 10.                       | «Gone with the Wind»                   | «Ido con el viento»                         | 3:18     |  |
| 11.                       | «Temple of Rock»                       | «Templo de roca»                            | 4:01     |  |
| 42:53                     |                                        |                                             |          |  |

| Descarga digital del disco dos |                 |                       |          |  |
| N.º                            | Título          | Traducción al español | Duración |  |
| 12.                            | «Save My World» | «Salva mi mundo»      | 3:52     |  |
| 46:45                          |                 |                       |          |  |

| Súper edición de lujo |                         |                             |          |  |
| N.º                   | Título                  | Traducción al español       | Duración |  |
| 23.                   | «Songs of the Damned»   | «Canciones de los malditos» |          |  |
| 24.                   | «Legions of the Damned» | «Legiones de los malditos»  |          |  |

## Créditos
- Bernhard Weiss — voz principal, coros y guitarra
- Harry Oellers — teclados, guitarra y coros
- Marco Wriedt — guitarra y coros
- Rob Schomaker — bajo, mandolina y coros
- Dirk Brand — batería

## Listas
| Año  | País     | Lista                | Posición máxima |
| ---- | -------- | -------------------- | --------------- |
| 2014 | Alemania | Media Control Charts | 28.º            |